# Road, Movie
Road, Movie (hindiरोड, मूवी) – indyjskie kino drogi, komediodramat z 2009 roku w reżyserii Dev Benegala. W rolach głównych wystąpili Abhay Deol, Tannishtha Chatterjee i Satish Kaushik. Premiera filmu odbyła się podczas Festiwalu Filmowego w Toronto. Film pokazano też na Festiwalu Filmowym w Berlinie. Akcja rozgrywa się w Radżastanie, na pustyni Thar. Tematem tej historii jest magia kina. Na środku pustyni, czy to z rozkazu policjanta, czy z wdzięczności za wodę i przemienione serce, niczym fatamorgana, pojawiają się na tle nieba obrazy Amitabha i Shashi Kapoora w Deewaar oraz tańczącej Rekhy.

## Fabuła
Vishnu (Abhay Deol) nie wie, co ze sobą zrobić. Sprzedawanie z ojcem olejku do włosów go nie bawi. Pewnego dnia z ciężarówką załadowaną objazdowym kinem rusza przez pustynię Thar w kierunku morza. Po drodze spotyka ludzi, którzy przemienią jego życie: chłopca (Mohammed Faisal), dobrodusznego mechanika Oma (Satish Kaushik) i cygańską wdowę (Tanishtha Chatterjee). Ogrzeją oni serce drażliwego, skupionego na sobie samotnika.

## Obsada
- Abhay Deol ... Vishnu
- Tannishtha Chatterjee ... Cyganka
- Mohammed Faisal ... chłopiec
- Satish Kaushik ... Om
- Yashpal Sharma ... szef gangu handlującego wodą
- Veerendra Saxena ... oficer policji
- Amitabh Srivastava ... ojciec Vishnu
- Suhita Thatte ... matka Vishnu